# Bataille du bois d'Hendecourt
Première Guerre mondiale
Batailles
Front d'Europe de l’Ouest
- Liège (8-1914)
- Namur (8-1914)
- Frontières (8-1914)
- Anvers (9-1914)
- Grande Retraite (9-1914)
- Marne (9-1914)
- Course à la mer (9-1914)
- Yser (10-1914)
- Messines (10-1914)
- Ypres (10-1914)
- Givenchy (12-1914)
- 1re Champagne (12-1914)
- Hartmannswillerkopf (1-1915)
- Neuve-Chapelle (3-1915)
- 2e Ypres (4-1915)
- Colline 60 (4-1915)
- Artois (5-1915)
- Festubert (5-1915)
- Quennevières (6-1915)
- Linge (7-1915)
- 2e Artois (9-1915)
- 2e Champagne (9-1915)
- Loos (9-1915)
- Verdun (2-1916)
- Redoute Hohenzollern (3-1916)
- Hulluch (4-1916)
- 1re Somme (7-1916)
- Fromelles (7-1916)
- Arras (4-1917)
- Vimy (4-1917)
- Chemin des Dames (4-1917)
- 3e Champagne (4-1917)
- 2e Messines (6-1917)
- Passchendaele (7-1917)
- Cote 70 (8-1917)
- 2e Verdun (8-1917)
- Malmaison (10-1917)
- Cambrai (11-1917)
- Bombardements de Paris (1-1918)
- Offensive du Printemps (3-1918)
- Lys (4-1918)
- Aisne (5-1918)
- Bois Belleau (6-1918)
- 2e Marne (7-1918)
- 4e Champagne (7-1918)
- Château-Thierry (7-1918)
- Le Hamel (7-1918)
- Amiens (8-1918)
- Cent-Jours (8-1918)
- 2e Somme (9-1918)
- Bataille de la ligne Hindenburg
- Meuse-Argonne (10-1918)
- Cambrai (10-1918)

Front italien
Front d'Europe de l’Est
Front des Balkans
Front du Moyen-Orient
Front africain
Bataille de l'Atlantique
La bataille du bois d'Hendecourt est une bataille de la Première Guerre mondiale qui se déroule du 29 août au 1er septembre 1918, entre Hendecourt-lès-Cagnicourt et Vis-en-Artois. Il s'agit d'une guerre de tranchées. Elle s'inscrit dans l'Offensive des Cent-Jours, dans la deuxième bataille d'Arras, précisément dans la bataille de la Scarpe. 
Les alliés cherchent à établir une ligne de front au plus près de la ligne Hindenburg, réputée infranchissable. Ils attaqueront cette ligne les 2 et 3 septembre, dans la bataille de Drocourt-Quéant .

## Champ de bataille
La bataille se passe dans les plaines de l'Artois. L'objectif des Canadiens est de prendre les tranchées tenues par les Allemands, le bois d'Hendecourt et le Sal Mont.
La «barre de Vis» et la «position du bois d'Hendecourt» sont chacune deux lignes de tranchées qui se rejoignent dans un système d'échangeur au Sal Mont, point culminant des plaines environnantes(alt. 86 m.). Il offre un excellent point de vue sur la campagne et les villages alentour. Les Allemands tiennent fortement la position, retranchés avec des mitrailleuses. À une centaine de mètres au sud, le bois d'Hendecourt d'une quinzaine d'hectares, argileux et marécageux, avec de larges fosses à sa lisière sud, est également tenu par les mitrailleuses allemandes. 
Les victimes canadiennes de la bataille reposent à proximité, au cimetière Upton Wood.

## Offensive canadienne
Les Allemands tiennent les villages d'Hendecourt-lès-Cagnicourt, Riencourt-lès-Cagnicourt, Vis-en-Artois, Haucourt, Cagnicourt. Les Canadiens viennent de subir de lourdes pertes dans la prise de Chérisy.  Les Anglais se battent à 1 km, pour la prise des villages d'Hendecourt-lès-Cagnicourt et de Riencourt-lès-Cagnicourt. La 1re brigade d'infanterie Canadienne se charge d'attaquer le Sal Mont. La 2e Brigade attaquera Ocean Work.

### Plan
Le village d'Hendecourt-lès-Cagnicourt est repris aux Allemands le 28 août par les Anglais du 5th Loyal North Lancashire (en).
Le 3e Bataillon (Toronto Regiment), CEC attaquera de front, pour faire diversion et tenter de prendre l'échangeur de la barre de Vis. Pendant ce temps, le régiment Ontario oriental attaquera depuis le village et remontera vers le Nord pour prendre par le flanc les tranchées de la position du bois d'Hendecourt. Le régiment Ontario occidental, longera le village et passera au Sud du bois jusqu'à la tranchée ORIX de la barre de Vis. Le régiment Ontario central restera en arrière, en support.

### Rassemblement
le 29 août à la nuit tombée, la brigade se met progressivement en route vers les points de rassemblements, dans la vallée de la rivière Sensée. Cependant, elle est contrainte de ralentir en chemin face à de nombreux obstacles. 
Les patrouilles allemandes du 119e régiment près de Vis-en-Artois repèrent le rassemblement. L'artillerie allemande bombarde les Canadiens d'obus Shrapnel à une cadence élevée, Whizz-bang, et d'obus de gaz asphyxiants, qui stagnent le long de la rivière,. Ensuite, les Canadiens laissent la priorité aux infirmiers brancardiers contrevenants qui apportent les blessés au poste de secours. L'effet de masse fait que les soldats se gênent entre aux. Les Canadiens sont accompagnés de mitrailleurs, d'infirmiers-brancardiers, d'ânes et de coureurs pour transporter les caisses de munitions, notamment les balles .303 British. Enfin, c'est un terrain qu'ils ne connaissent pas; il y a des trous d'obus, des barbelés, des tranchées. Finalement, tous les régiments sont prêts à temps. 

### Artillerie lourde
le 30.08.1918, 4h40 nuit noire. Il fait chaud, avec quelques averses. Le tir de barrage canadien démarre ; un rideau d'obus avance de 100 mètres toutes les 5 minutes. Montres synchronisées, tous les soldats des 1er, 2e et 3e régiments sortent des tranchées en même temps et partent à l'assaut des tranchées allemandes. Les fantassins suivent le barrage roulant et se protègent efficacement de toute contre-attaque allemande. Il y a un peu de brouillard et Il faudra attendre 5h20 avant de commencer à y voir quelque chose.

### Prise des tranchées
Ayant repéré le rassemblement, les Allemands ont renforcé la barre de Vis d'un troisième régiments. À l'assaut des tranchées, les Canadiens rencontrent une, voire deux rangées de barbelés ; le barrage d'artillerie ne semble pas avoir fait de dégâts. Les Allemands mitraillent et bombardent les Canadiens, qui subissent de lourdes pertes. Les Canadiens utilisent des fumigènes pour approcher les mitrailleuses allemandes, des lance-grenades et des mortiers de tranchées pour en venir à bout. La prise des tranchées se fait parfois au corps à corps, à coups de baïonnettes.         
Les Canadiens du 3e Bataillon (Toronto Regiment), CEC  s'approchent des tranchées allemandes à 6h00 mais sont repoussés par les 3 bataillons allemands du 121e régiment de réserve. Les Allemands pensent alors que la bataille est terminée. Vers 7h, les 1er et 2e régiments canadiens surgissent du Sud et de l'arrière et submergent les Allemands. La surprise est totale et les survivants du 1er et 3e bataillons du 121e régiment de réserve sont capturés avec leurs Q.G.,. Seul le 2e bataillon résiste, mais leur chef est tué.         
L'effet de surprise est passé. Pendant que les Anglais sont partis attaquer Riencourt-les-Cagnicourt, les Allemands reprennent Hendecourt-les-Cagnicourt. Ils mitraillent les Canadiens depuis le bois du château et le Mont. L'évacuation des blessés est impossible. Dans la matinée, les Anglais du régiment Loyal Lancaster reprennent le village. Les prisonniers allemands transportent les blessés canadiens. Les tranchées prises sont en mauvais état et sont désormais la cible des bombardements allemands. Le travail de consolidation des tranchées pour la défense se fait sous le feu des mitrailleuses et snipers allemands depuis plus haut à Ocean Work.
En fin de matinée, les 3 régiments canadiens occupent la partie ouest de la barre de Vis et forment une ligne continue au Nord du bois. Les mitrailleurs allemands se battent jusqu'au dernier, infligeant un maximum de pertes aux Canadiens.

## Contre-attaque allemande
11h00 les Allemands contre-attaquent depuis Vis-en-Artois et la route de Dury. Par endroit, les tranchées ne sont pas assez profondes pour que les Canadiens s'abritent alors certains commencent à creuser davantage et se font tuer. C'est la panique chez les Canadiens à court de munitions qui reculent comme ils peuvent, perdant beaucoup d'hommes. la 2e Brigade arrive en renfort. Des tireurs allemands se sont embusqués dans le bois d'Hendecourt.
15h: la 2 Cie tente une attaque sur Ocean Work et la tranchée Olive mais les positions sont trop bien défendues par des mitrailleuses et les hommes retournent aux tranchées après de lourdes pertes.
16h00 : Une partie 4e régiment part inspecter le bois d'Hendecourt et revient vers 19h, le bois libéré.
Les Allemands contre-attaqueront à plusieurs reprises mais les Canadiens tiendront bon.
Le 31.08.1918 se passe sans encombre, à part que les Allemands bombardent le bois avec des obus de gaz pour le rendre intenable. La deuxième brigade prendra Ocean Work et poursuivra son avance sur le flanc Est de la barre de Vis.

## Héros et distinctions
- Francis Pegahmagabow du 1er bataillon est un héros canadien de la Première Guerre mondiale. Il a été décoré entre autres pour un fait d'arme dans cette bataille ; «Au cours des opérations du 30 août 1918, à la tranchée Orix , près du bois d'Hendecourt, alors que sa compagnie était presque à court de munitions et risquait d'être encerclée, ce sous-officier est allé sous des tirs de mitrailleuses et de fusil et récupérer des munitions suffisantes pour permettre au poste de continuer et d'aider à repousser les contre-attaques ennemies lourdes». La chanson A Ghost In The Trenches, sur l'album The Great War (sorti en 2019) du groupe de power métal suédois Sabaton fait référence ce fait d'arme du héros canadien.
- Le capitaine CB Robinson et le lieutenant David Milne, tous deux servant dans l'infanterie canadienne, ont reçu la Croix militaire (MC).
- Allan Brander Angus, caporal de l'infanterie canadienne, a reçu la Médaille de conduite distinguée (DCM).
- Les sergents Frederick William Barnes, J. Bright, HL Gougeon, D. Hampton et Thomas Melville Kilpatrick ; Le caporal R. Smith et les soldats WL Wright, Ernest George Allwood, T. Iwamoto, Frank Swan et E. Wilmot ont reçu la médaille militaire (MM).